# Bolivia i olympiska sommarspelen 2000
Bolivia deltog i de olympiska sommarspelen 2000 med en trupp bestående av fem deltagare, tre män och två kvinnor, men ingen av landets deltagare erövrade någon medalj.

## Friidrott
Herrarnas maraton
- Marco Condori
  - Final — 2:34:11 (→ 72:a plats)

Damernas 20 kilometer gång
- Geovana Irusta
  - Final — 1:43:34 (→ 42:a plats)

## Tennis
Herrsingel
- Diego Camacho
  - Första omgången — Förlorade mot Jeff Tarango (USA) 0-6, 1-6